# 랑싯 프라유라삭디
차이낫 공 랑싯 프라유라삭디 왕자(태국어: รังสิตประยูรศักดิ์, 1885년 11월 12일 ~ 1951년 3월 7일)는 태국의 왕족 종실이며 정치인 겸 외교관이다. 그의 정식 명칭은 솜뎃 프라짜오보롬웟트 프라옹짜오 랑싯 프라유라삭디 꼼프라야 차이낫나렌론(태국어: สมเด็จพระเจ้าบรมวงศ์เธอ พระองค์เจ้ารังสิตประยูรศักดิ์ กรมพระยาชัยนาทนเรนทร)이다.

## 친척 관계
태국 군주 아난타 마히돈과 태국 군주 푸미폰 아둔야뎃의 큰아버지이다.

## 섭정 및 대리청정 이력
1935년에서 1941년까지 조카 아난타 마히돈 태국 군주를 대신하여 6년간 태국을 섭정하였고 1947년에서 1950년까지 조카 푸미폰 아둔야뎃 태국 군주를 대신하여 3년간 태국을 대리청정하였다.

## 가족 관계

### 조부모와 부모
- 조부 : 시암 라마 4세국왕
- 조모 : 텝시린트라왕후
- 부친 : 시암 라마 5세국왕
- 모친 : 누앙후궁
- 입양모 : 사우와파펑스리왕후

### 여동생
1. 야우와파뽕사닛옹주

### 군부인
1. 엘리자베스군부인

### 자녀
- 장남 : 삐야랑싯 랑싯군 (1913년 ~ 1990년)
- 차남 : 사닛쁘라유라삭 랑싯군 (1917년 ~ 1995년)
- 장녀 : 자루락깐라야니 랑싯옹주 (1924년 ~ 2012년) – 왕실 지위에서 제거됨